# 해군 십자장

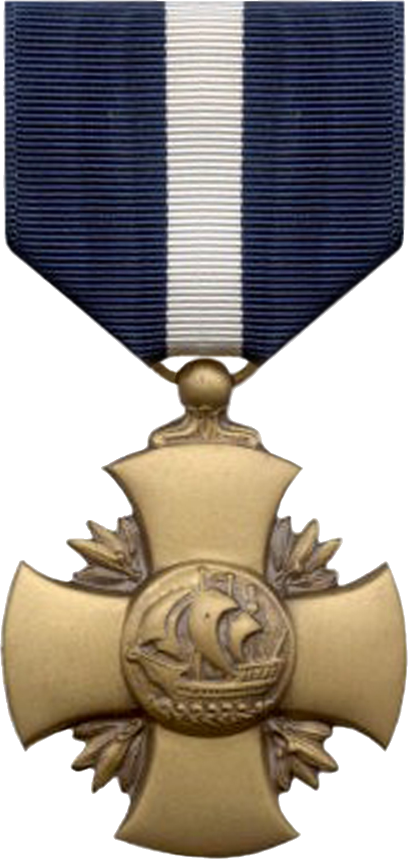
해군 십자장

해군 십자장(海軍十字章, 영어: Navy Cross)은 미국의 훈장이다.

## 개요
육군의 수훈 십자장과 공군의 십자장과 동등하며, 명예 훈장에 이어 두 번째로 높은 훈장이다. 일반적으로 미국 해군, 해병대 및 해안경비대 구성원에게 수여되지만, 미군 관계자에게도 수여할 수 있다.